# Osterøy (Insel)
Osterøy ist eine Insel im norwegischen Fylke Vestland.
Die Insel liegt nordöstlich von Bergen und ist von einem Ring aus drei Fjorden umgeben:
- Osterfjord im Nordwesten,
- Sørfjord im Süden (daher dessen Name),
- Veafjord im Osten (südlich breit in den Sørfjord übergehend, nördlich durch den Kallestadsund mit Armen des Osterfjords verbunden).

Die Vereinigung von Osterfjord und Sørfjord ist über verschiedene Meeresarme mit dem offenen Meer verbunden. Das Südufer des Sørfjordes gehört zum Gemeindegebiet der Stadt Bergen.
Mit einer Fläche von 330 km² ist die Insel Osterøy die vierzehntgrößte und die größte nicht direkt im offenen Meer liegende Insel Norwegens. Gut ein Fünftel davon im Osten gehört zur überwiegend auf dem Festland gelegenen Kommune Vaksdal, der Rest zur Kommune Osterøy.
Die höchste Erhebung der Insel ist Høgafjellet, 868,2 Meter über dem Meeresspiegel.